# 陳相屯駅
陳相屯駅（ちんしょうとんえき）は中華人民共和国遼寧省瀋陽市蘇家屯区にある、中国鉄路総公司（CR）瀋丹線の駅。1911年に開業。瀋陽駅から36km、丹東駅から234kmの位置にある。瀋陽鉄道局所属の四等駅に設定されている。

## 駅周辺
- 陳相中心小学
- 蘇家屯区陳相九年一貫制学校
- 陳相屯人民法庭
- 陳相鎮文化活動中心
- 北沙河

## 隣の駅
中国国鉄
瀋丹線
瀋陽自貿区駅 - 陳相屯駅 - 姚千戸屯駅